# December (альбом The Moody Blues)
December — шестнадцатый и последний студийный альбом британской прогрессив рок-группы The Moody Blues, записанный в составе трио Хейворд—Лодж—Эдж. Альбом выпущен лейблом Universal Records 28 октября 2003 года. Занял #10 в категории Billboard Top Holiday Albums. Посвящён рождественской тематике.

## Об альбоме
December стал первым альбомом группы (не считая самого раннего The Magnificent Moodies), содержащим кавер-версии композиций других авторов. Всего таких кавер-версий четыре, включая «White Christmas» Ирвинга Берлина и «Happy Xmas (War Is Over)» Джона Леннона и Йоко Оно.

## Список композиций
1. "Don't Need a Reindeer" (Justin Hayward) – 3:59
2. "December Snow" (Hayward) – 5:11
3. "In the Quiet of Christmas Morning (Bach 147)" (Bach, Hayward,John Lodge) – 2:51
4. "On This Christmas Day" (Lodge) – 3:40
5. "Happy Xmas (War Is Over)" (John Lennon, Yoko Ono) – 2:37
6. "A Winter's Tale" (Mike Batt, Tim Rice) – 4:28
7. "The Spirit of Christmas" (Lodge) – 4:52
8. "Yes I Believe" (Hayward) – 4:21
9. "When a Child Is Born" (Zacar, Fred Jay) – 3:34
10. "White Christmas" (Irving Berlin) – 3:08
11. "In the Bleak Midwinter" (Holst, Rossetti) – 3:21

## Участники записи
- Джастин Хейворд — вокал, гитара
- Джон Лодж — вокал, бас-гитара
- Грэм Эдж — ударные, перкуссия

Приглашённые музыканты:
- Danilo Madonia — клавишные
- Norda Mullen — флейта